# Автошлях Т 1425
Автошлях Т 1425 — колишній автомобільний шлях територіального значення у Львівській області. Проходив територією Стрийського, Яворівського, Золочівського та Львівського районів, через Миколаїв — Комарно — Городок — Івано-Франкове — Жовкву — Кам'янку-Бузьку — Бібрку. Загальна довжина — 173,7 км.
За Постановою Кабінету Міністрів України № 1242 від 17 листопада 2021 шлях був об'єднаний із шляхами Т 1419, Т 0910 в Р84.

## Маршрут
Автошлях проходить через такі населені пункти:

| Автошлях Т 1425       |            |
| Львівська область     |            |
| Стрийський район      |            |
| Миколаїв              | E471М06    |
| Дроговиж              |            |
| Вербіж                |            |
| Ричагів               |            |
| Велика Горожанна      |            |
| Львівський район      |            |
| Грімне                |            |
| Комарно               |            |
| Бучали                |            |
| Зашковичі             |            |
| Залужани              | Н13        |
| Черляни               | М11        |
| Черлянське Передмістя |            |
| Городок               |            |
| Повітно               |            |
| Яворівський район     |            |
| Мальчиці              |            |
| Поріччя               |            |
| Страдч                | E40М10     |
| Івано-Франкове        |            |
| Лозина                |            |
| Дубровиця             |            |
| Львівський район      |            |
| Папірня               |            |
| Фійна                 |            |
| Крехів                |            |
| Глинськ               |            |
| Жовква                | E372М09Р15 |
| Дернівка              |            |
| Зіболки               |            |
| Батятичі              |            |
| Кам'янка-Бузька       | Н17        |
| Тадані                |            |
| Ямне                  |            |
| Стрептів              |            |
| Великосілки           | E40М06     |
| Неслухів              |            |
| Золочівський район    |            |
| Лісок                 |            |
| Новосілки             |            |
| Задвір'я              |            |
| Богданівка            |            |
| Заставне              |            |
| Вижняни               |            |
| Куровичі              | Н02        |
| Солова                |            |
| Львівський район      |            |
| Під'ярків             |            |
| Романів               |            |
| Підгородище           |            |
| Мостище               |            |
| Волове                |            |
| Стрілки               |            |
| Малі Ланки            |            |
| Бібрка                | Н09        |